# Midnighters

Midnighters é uma trilogia de livros de fantasia escrita pelo americano Scott Westerfeld. No Brasil, os dois primeiros volumes, A Hora Secreta e No Limiar da Escuridão foram lançados nos anos 2010 e 2011 pela Editora iD.
Pelo que se sabe, a editora não comprou os direitos do terceiro volume da série chamado Blue Noon.

## Regras do Mundo de Midnighters
Okay, é assim que funciona:
Não existem realmente 24 horas no dia, existem 25. Entendeu? A extra passa rápido demais para se ver, e passa como um flash para a maior parte das pessoas em um instante. “Maior parte das pessoas” significa pessoas chatas e normais da luz do dia. Mas pessoas nascidas no exato instante da meia-noite (todos juntos agora: “midnighters”) conseguem caminhar enquanto o resto dos perdedores está congelado.
Então verifique sua certidão de nascimento. Se nasceu no pico da meia-noite, você pode ser um de nós. A propósito, esta é a verdadeira meia-noite, uma zona temporal nada chata ou horário de verão ajustado à meia noite. Cada lugar na terra tem seu próprio momento exato em que o sol está abaixo dos nossos pés. Basta dizer que você nasceu em qualquer hora no momento entre 11:30 da noite e 1:30 da manhã, que você poderia ser um Midnighter.
Além disso, a hora secreta não acontece em todos os lugares. Bixby é o único lugar em que o tempo congela, até onde sabemos. Ninguém aí percebeu algo parecido? Me mande um e-mail.
Oh, e mais uma coisa... a meia noite não é vazia. Há rastejantes, que é um tipo de serpente (exceto que eles voam, às vezes) e darklings, que são basicamente da forma que quiserem ser – contanto que seja uma forma grande e assustadora. Há uma coisa que você definitivamente perceberá sobre a meia noite: ser o número dois na cadeia alimentar é uma grande mudança de se estar acima.
Se você se encontrou caminhando por aí no tempo azul, leve algo feito de ferro puro, e tenha uma palavra de treze letras em mente. Darklings odeiam novos metais tipo aço, e tem uma epilepsia quando se fala em 13s.

## Personagens
– Melissa: é a telepata do grupo, ela tem a capacidade de ouvir pensamentos, e, principalmente, a de buscar mentes. Através da sonoridades e formato das ondas que as mentes emitem, ela consegue identificá-las, ouvir seus pensamentos (contanto que a uma distância acessível) e até descobrir o local em que a mente se encontra.
– Johnathan: tem uma incrível habilidade de neutralizar a gravidade durante a meia-noite. Assim, ele é capaz de dar saltos incríveis sem fazer grande esforço, como se estivesse apenas andando.
– Rex: ele é perceptor, por assim dizer, ele consegue perceber se a pessoa “comum” é ou não Midnighter. Também consegue ver onde os darklings e rastejantes já estiveram e o que afetaram, ou seja, basicamente, tudo que já foi afetado pela hora secreta. Além disso, ele consegue ler o Lore, o livro antigo secreto de história dos Midnighters, cujo é escrito com uma tinta invisível.
– Dess: é a polimática do grupo, por ter incríveis poderes de cálculo. Na hora secreta, matemática é fundamental para acabar com os darklings, pois eles têm epilepsia quando se trata de certos números, índices e padrões. Principalmente, palavras de 13 letras; as quais ela tem facilidade em identificar.
- Jess: a personagem principal do livro.
1. ↑  «Midnighters: No limiar da escuridão - Editora iD». editoraid.com.br. Consultado em 15 de janeiro de 2016. Arquivado do original em 30 de março de 2016
2. ↑  «Scott Westerfeld». scottwesterfeld.com. Consultado em 15 de janeiro de 2016